# Филимоново (посёлок, Дмитровский городской округ)
Филимоново — посёлок в Дмитровском районе Московской области, в составе городского поселения Яхрома.

## География
Посёлок расположен в западной части района, примерно в 13 км на запад от города Яхромы, на суходоле, высота центра над уровнем моря 225 м. Ближайшие населённые пункты — Бортниково на северо-западе и Подъячево на юге.

## История
До 2006 года Филимоново входило в состав Подъячевского сельского округа.
Постановлением Губернатора Московской области от 21 февраля 2019 года № 75-ПГ категория населённого пункта изменена с «деревня» на «посёлок».

## Население
| 2002 | 2006 | 2010 |
| ---- | ---- | ---- |
| 17   | ↗19  | ↗20  |